# Cambrai

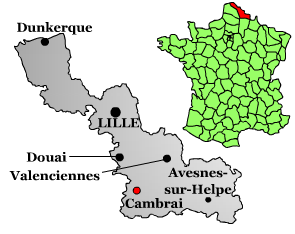
Położenie Cambrai

Cambrai (wymowaⓘ, hist. pisownia: Cambray) – miejscowość i gmina we Francji, w regionie Hauts-de-France, w departamencie Nord.
Według danych na rok 1990 gmina zamieszkiwały 33 092 osoby, a gęstość zaludnienia wynosiła 1826 osób/km² (wśród 1549 gmin regionu Nord-Pas-de-Calais Cambrai plasuje się na 16. miejscu pod względem liczby ludności, natomiast pod względem powierzchni na miejscu 79.).

## Zabytki
- Katedra Notre-Dame (XVIII – XIX w.)
- Barokowa kaplica seminarium jezuitów
- Kościół St. Géry (XVIII w.)
- Ratusz XX w.
- Beffroi

W Cambrai znajdowała się niegdyś imponująca gotycka katedra. Mierzyła ona 131 metrów długości, 72 m szerokości w transepcie. Iglica katedry wznosiła się na wysokość 114 m. Została całkowicie zniszczona w czasie rewolucji francuskiej.

## Transport
W miejscowości znajduje się stacja kolejowa Gare de Cambrai-Ville na linii Saint-Just-en-Chaussée – Douai.

## Współpraca
- Houma, Stany Zjednoczone
- Châteauguay, Kanada
- Kamp-Lintfort, Niemcy
- Ostrzyhom, Węgry
- Gravesend, Wielka Brytania
- Cieszyn, Polska

## Galeria

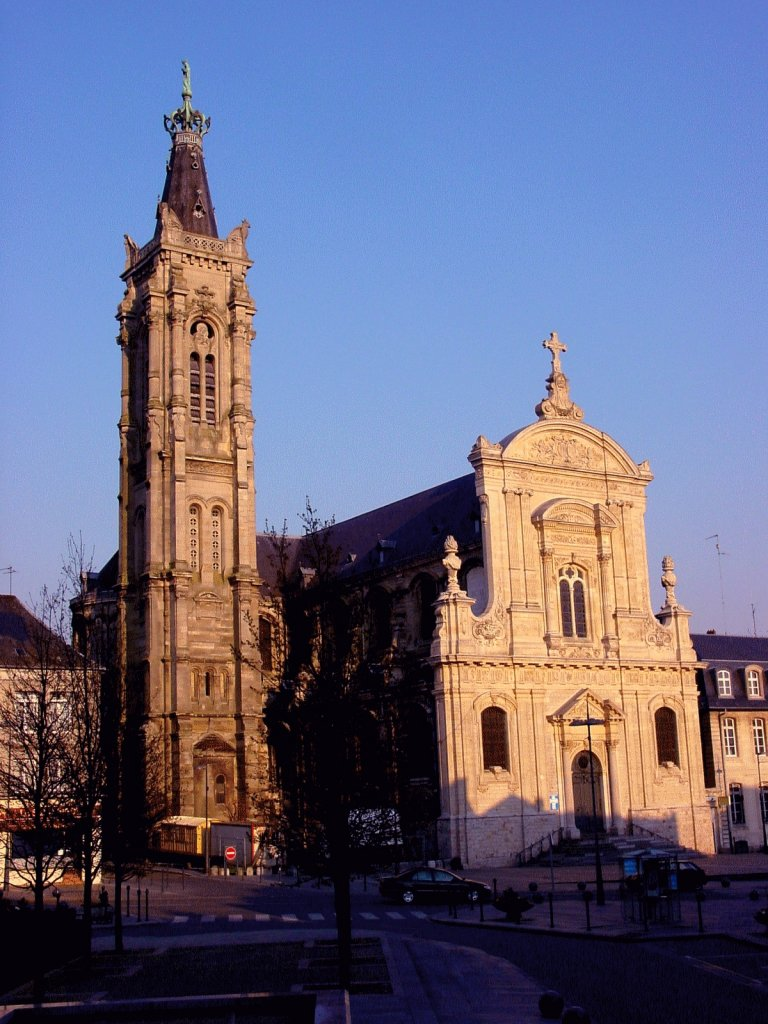
Katedra Notre-Dame
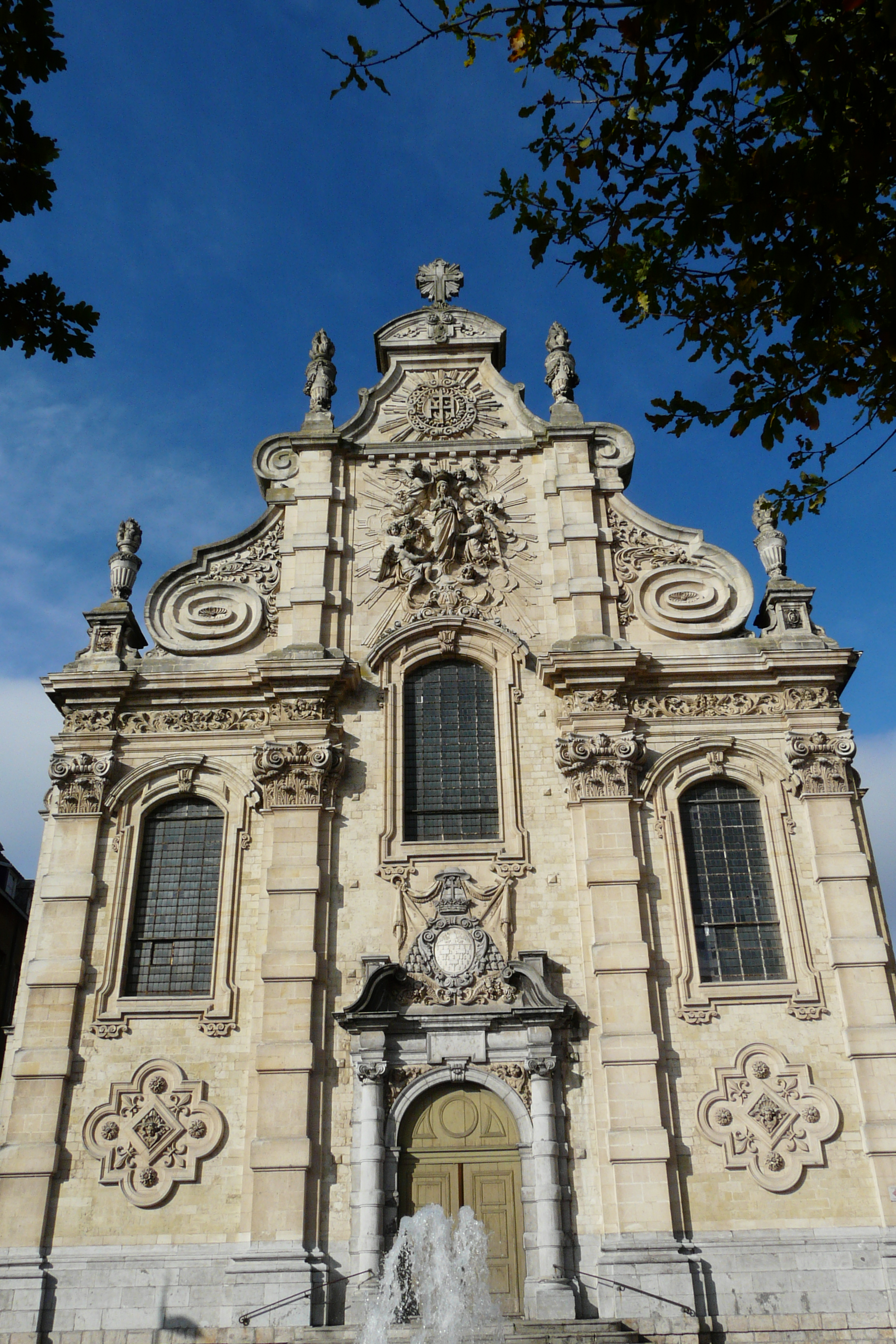
Kaplica seminarium jezuitów
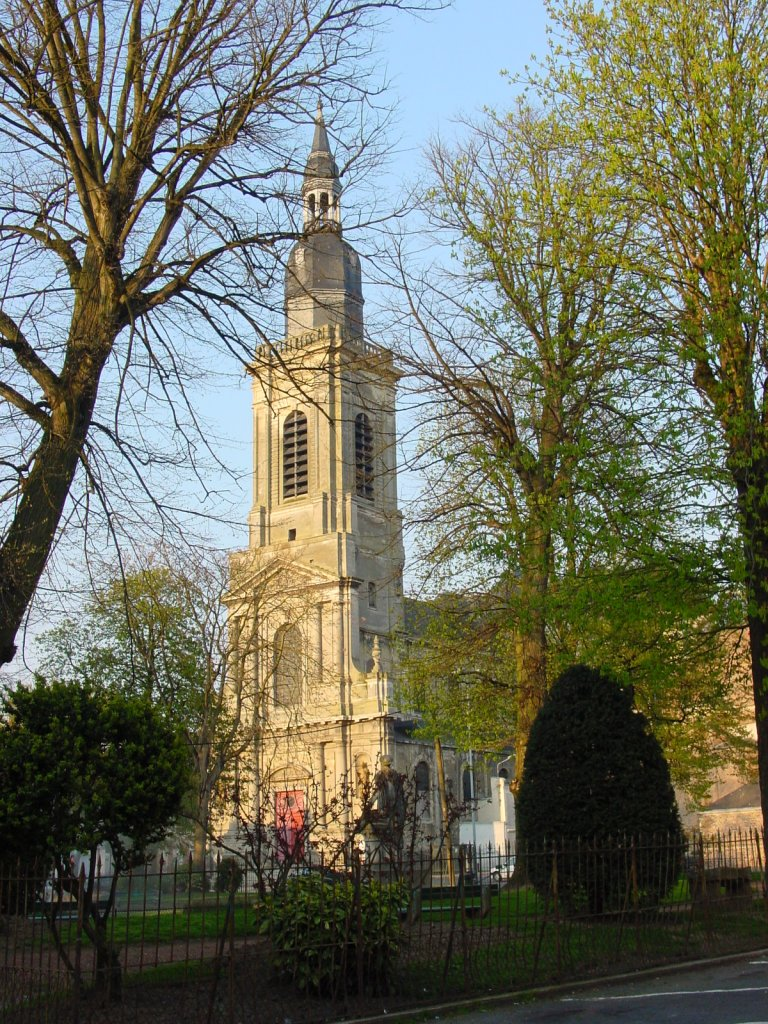
Kościół St. Géry
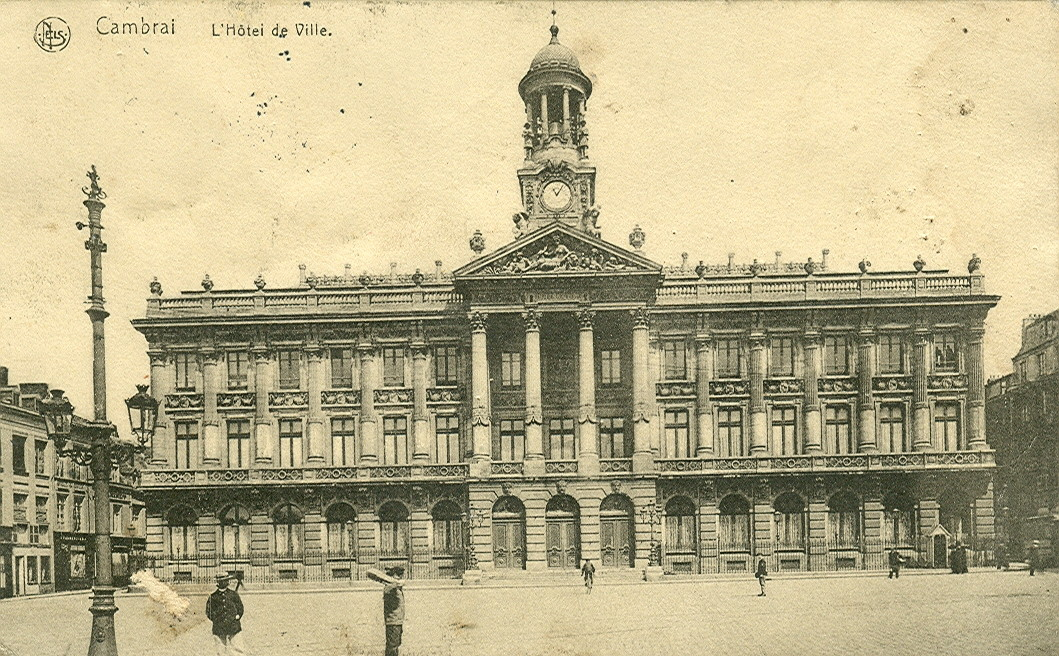
Historyczne zdjęcie ratusza
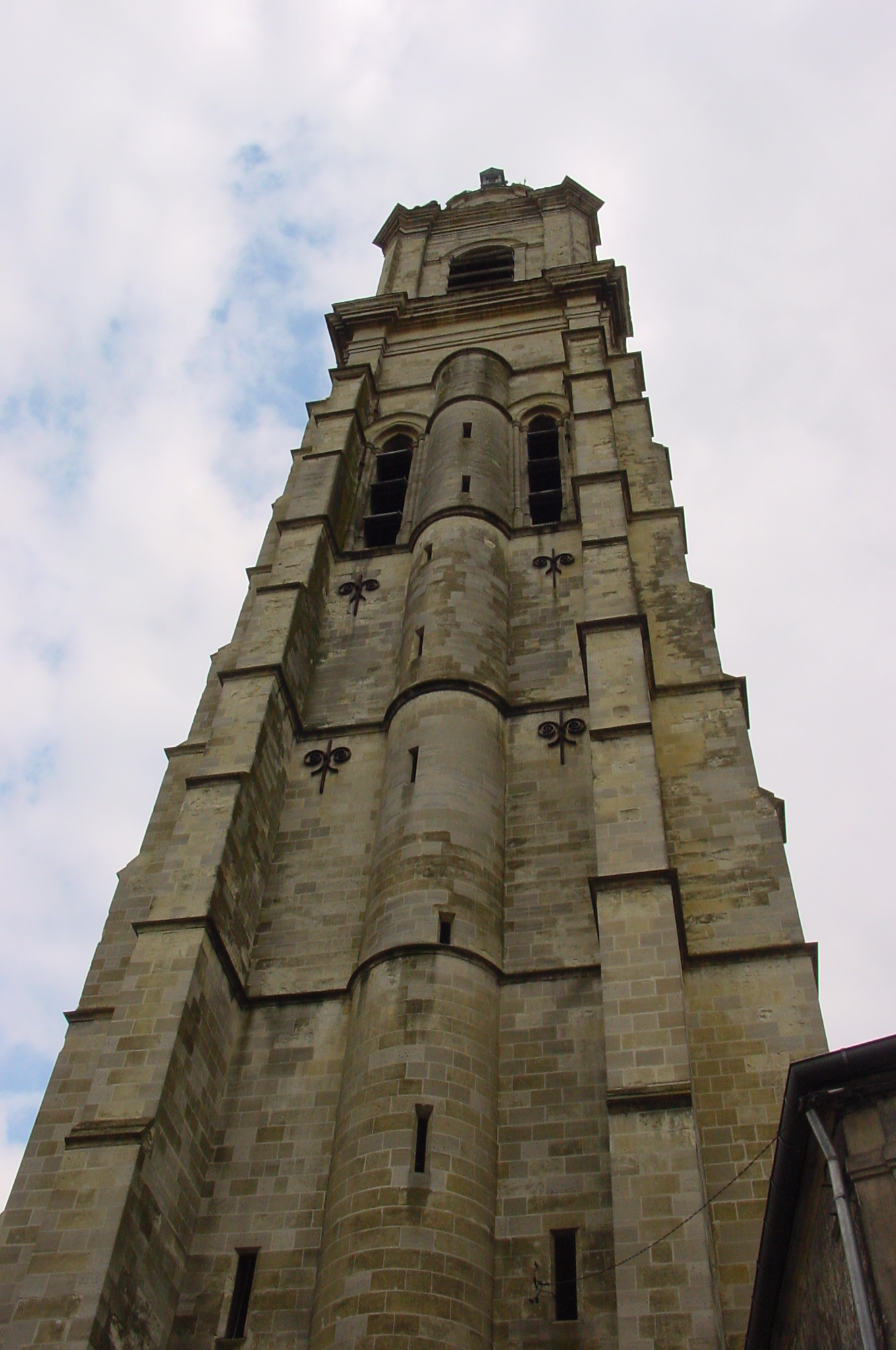
Beffroi
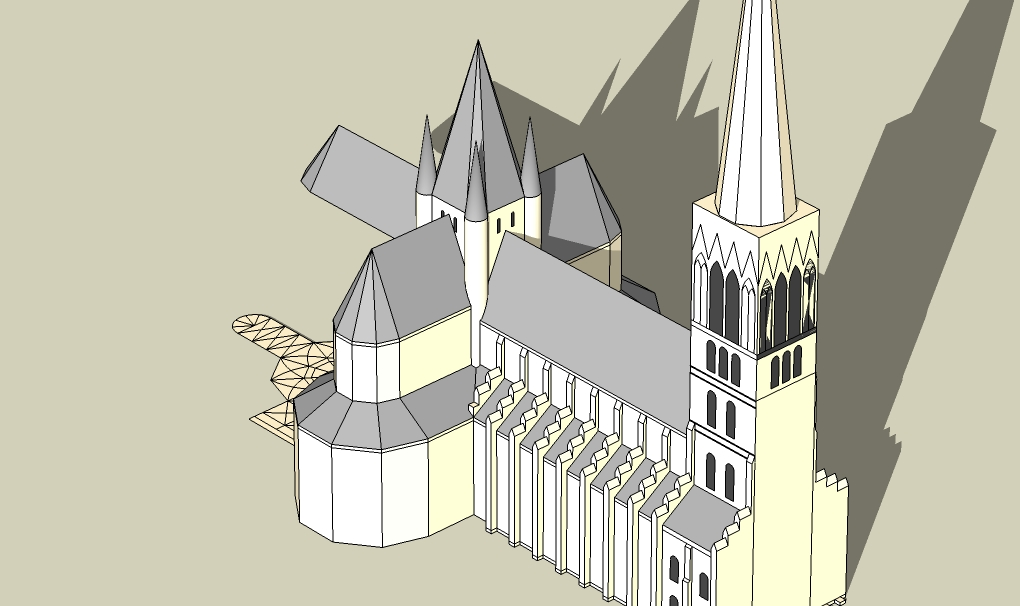
Dawna katedra w Cambrai, model trójwymiarowy